# Synaldis venustula
Synaldis venustula är en stekelart som beskrevs av Papp 2007. Synaldis venustula ingår i släktet Synaldis och familjen bracksteklar. Inga underarter finns listade i Catalogue of Life.